# Nicolas-Bernard Lépicié

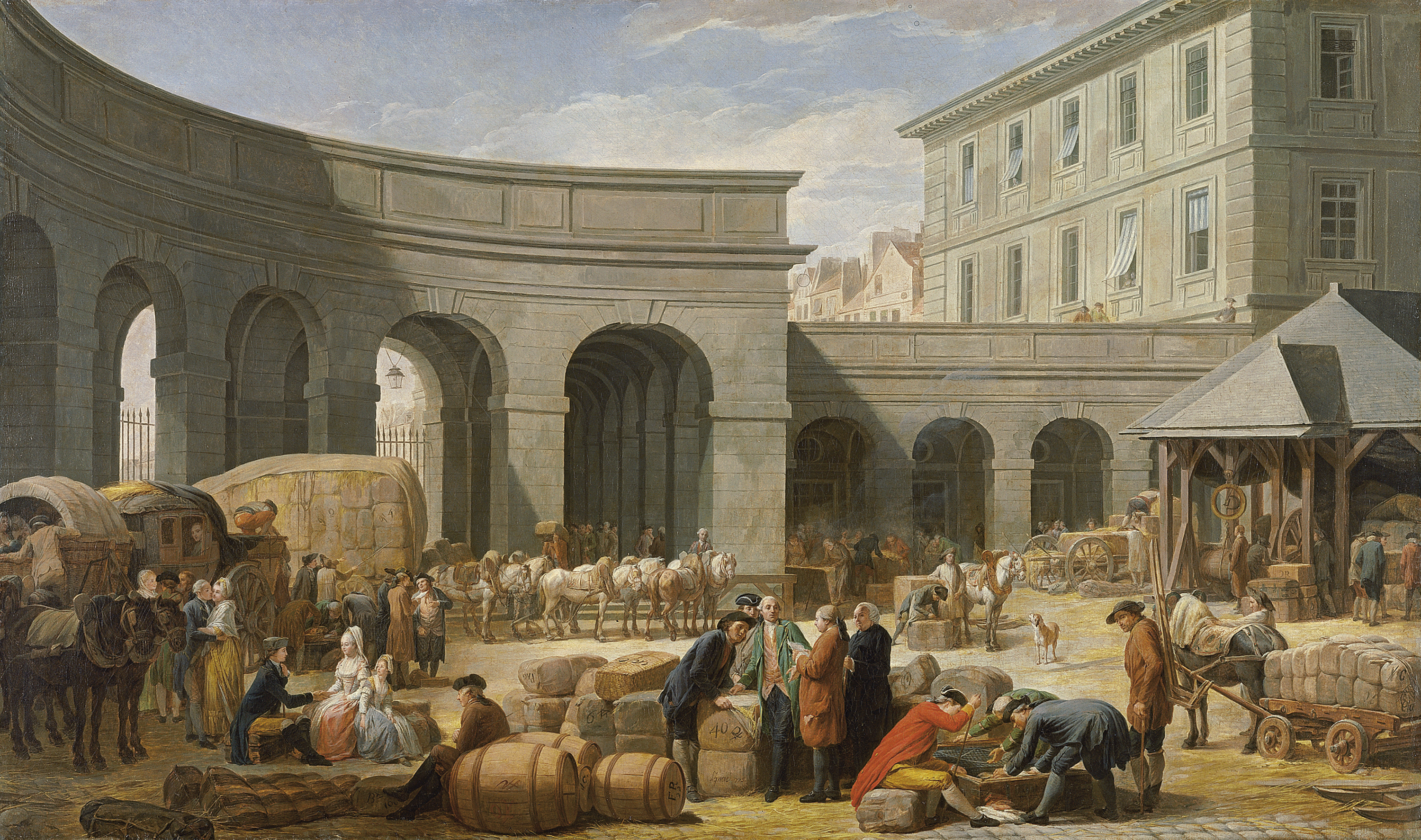
El patio de la aduana, óleo sobre lienzo, 98 x 164 cm, Madrid, Museo Thyssen-Bornemisza. Pintado por encargo del abad Terray, ministro de Luis XVI, el cuadro estuvo expuesto en el Salón de 1775, donde recibió los elogios de Denis Diderot, que en su comentario indicaba que el personaje que aparece en el centro de la composición con casaca verde es el autorretrato del pintor.

Nicolas-Bernard Lépicié (París, 1735-1784) fue un pintor francés.

## Biografía
Inició su formación artística con su padre, Bernard Lépicié, grabador y secretario perpétuo de la Académie royale de peinture et de sculpture, completándolos, tras abandonar el grabado por la pintura, con Carle van Loo. En la convocatoria del Premio de Roma de 1759 quedó en segundo lugar, pero no llegó a realizar el viaje a Italia. Desde 1765 expuso con regularidad en los Salones de la academia, en la que fue admitido como miembro en 1769, con la presentación de Aquiles recibiendo lecciones de música del centauro Quirón, en depósito en el musée d'art d'archéologie et de sciences naturelles de Troyes.

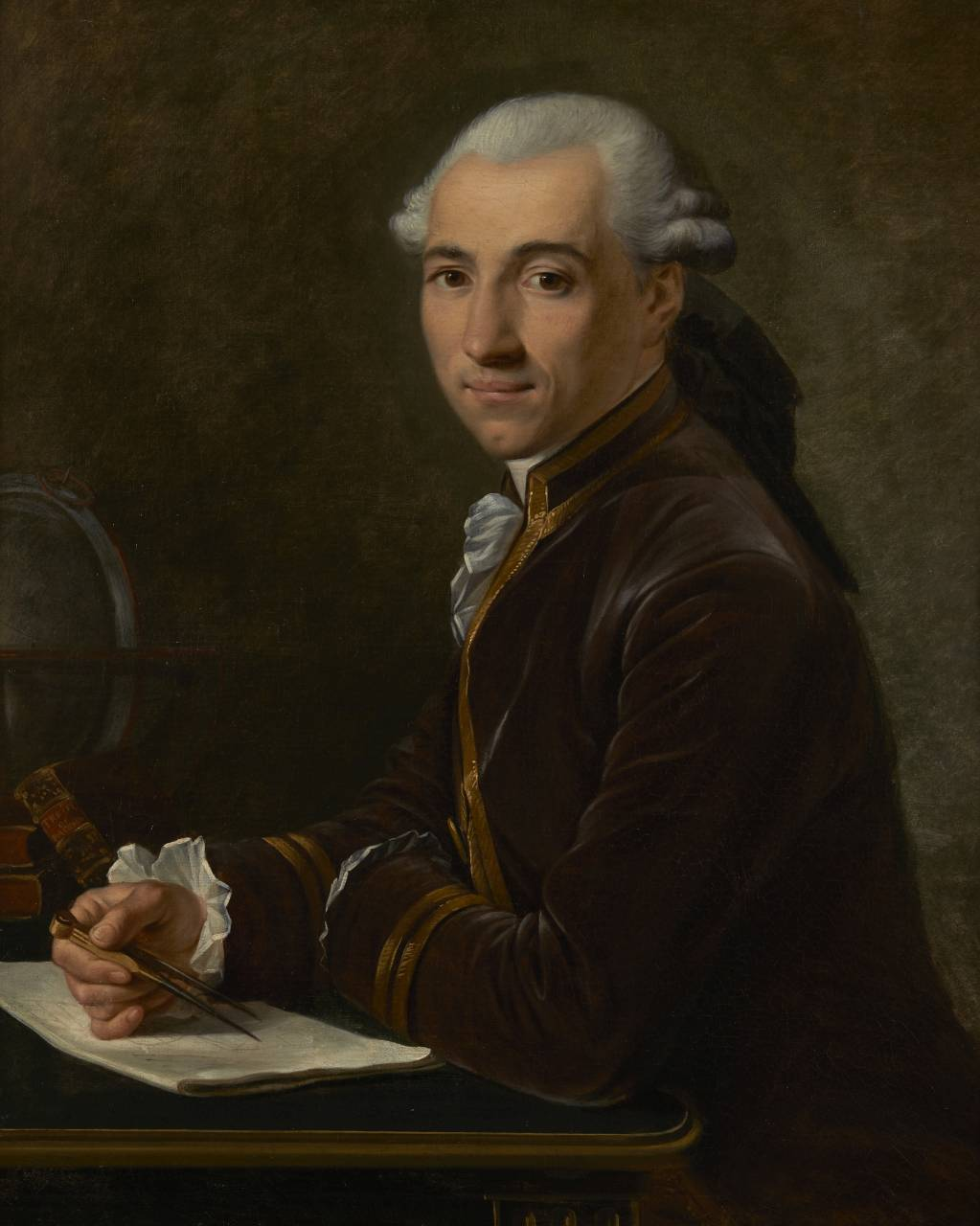
Retrato de un oficial de la marina francesa, óleo sobre lienzo, 81 x 64 cm, San Sebastián, Museo de San Telmo.

Pintó retratos en pequeño formato, cercanos en su concepción y colorido a los de Chardin (El joven pintor, Louvre), y cuadros de historia y asuntos mitológicos, en algún caso respondiendo a encargos oficiales, como los dedicados a las transformaciones de Adonis en anémona y de Narciso en la flor de su nombre, pintados por encargo de Luis XV (1768) para sobrepuertas del gran salón del petit Trianon, o el Coraje de Porcia (1777, Lille, musée des beaux-arts), con la heroína romana herida en el muslo, y Matatías dando muerte a un judío idólatra (1783, Tours, musée des beaux-arts), encargados por el conde de Ángiviller, director de bâtiments du roi reinando Luis XVI, con destino a las manufacturas de Gobelinos.
Profesor de la academia desde 1777, donde tuvo un elevado número de discípulos, entre ellos algunos de los más distinguidos representantes del neoclasicismo, en los últimos años de su vida atravesó una crisis religiosa y mística que lo llevó a alejarse de la corte y pasar temporadas en el campo, donde se dedicaría a la pintura de apacibles escenas campesinas (Corral, 1784, París, Louvre), con un espíritu y una técnica que recuerda la pintura de Teniers y los maestros flamencos de la anterior centuria.